# Avenida Fondo de la Legua
La avenida Fondo de la Legua es una importante arteria del Partido de San Isidro, en el norte del Gran Buenos Aires.

## Extensión
Se extiende desde la Av. Bernabé Márquez/Avelino Rolón (Ruta Provincial RP 4), hasta la Avenida Paraná, en el límite con el Partido de Vicente López. La numeración se inicia en el 1 y termina en el 2.999. 

## Toponimia
En la entrega de tierras que le correspondió algunos de los 63 pobladores que acompañaron a Juan de Garay en su expedición fundadora,  se estipuló como medida catastral, parcelas con un  frente de 400 varas sobre la costa occidental o diestra del Río de la Plata y una legua de fondo, a este límite hace referencia el fondo de la legua.

## Recorrido

### Límite entre San Isidro (al este) y Boulogne (al oeste)
- 1 al 800*

La Avenida nace al 1 como continuación de la Avenida Blanco Encalada, al cruzar esta la ruta provincial 4, y sirve como límite entre estas dos localidades. Al llegar al 800, hay una rotonda en el cruce de las avenidas Unidad Nacional/Thames y Diego Carman, punto en el que se puede apreciar el Jockey Club del Hipódromo de San Isidro.

### Límite entre Martínez (al este) y Villa Adelina (al oeste)
- 800 al 2900/2999*

Al llegar al mencionado cruce, la avenida pasa a ser el límite de Martínez y Villa Adelina. En su transcurso de pueden ver el Sanatorio de la Trinidad, y después de cruzar la autopista Panamericana, el Golf Club Villa Adelina. Mientras que del lado de Martínez la avenida concluye al 2900, del lado de Villa Adelina lo hace una cuadra después, al 2999, ya que durante esa cuadra comparte trayecto con la Avenida Bartolomé Mitre del Partido de Vicente López, que es su continuación.